# Trifluoruro di cobalto
Il trifluoruro di cobalto o fluoruro di cobalto(III) è il composto inorganico con formula CoF3. È un solido di colore marrone chiaro, fortemente igroscopico. CoF3 è un forte agente fluorurante, usato principalmente per convertire idrocarburi in fluorocarburi.

## Storia
Il trifluoruro di cobalto fu preparato per la prima volta da Otto Ruff e Ernst Ascher nel 1929.

## Sintesi
CoF3 si prepara trattando CoCl2 anidro con fluoro a 250 °C:
{\displaystyle {\ce {CoCl2 + 3/2 F2 -> CoF3 + Cl2}}}
o per fluorurazione diretta di CoF2:
{\displaystyle {\ce {2CoF2 + F2 -> 2CoF3}}}

## Reattività
CoF3 è un ossidante molto forte, e reagisce formando spesso la specie ridotta CoF2. Va conservato in recipienti ermetici di vetro, quarzo o metallo. In presenza di umidità la polvere marrone chiaro diventa di colore più scuro. A contatto con l'acqua reagisce violentemente liberando ossigeno:
{\displaystyle {\ce {4CoF3 + 2H2O <=> 4HF + 4CoF2 + O2}}}

## Usi
CoF3 è usato principalmente per convertire gli idrocarburi in fluorocarburi:
{\displaystyle {\ce {2CoF3 + R-H <=> 2CoF2 + R-F + HF}}}
Queste reazioni sono spesso accompagnate da riarrangiamenti o altre reazioni secondarie. Il reagente correlato KCoF4 risulta più selettivo.